# 艾蓓
艾蓓，原名“张爱培”，1955年12月28日生于安徽省五河县园集乡园集村，农民家庭出身，父亲张兆方，母亲黄菊兰。
1994年前后写了一本书《叫父亲太沉重》，在书中自称是周恩来的私生女，引发激烈争议。中共中央文献研究室声称经调查证实，这是一场闹剧。

## 生平
1962年入安徽省五河县园集小学读小学、在安口子中学上中学。
中学毕业后但被担任五河县城郊公社党委副书记的大哥张育培安排在五河县城郊公社永红大队劳动。
1970年代作为下乡知青被推荐入蚌埠医学院上大学，其间以“艾培”为笔名发表作品。
1977年蚌埠医学院毕业，分配到蚌埠医学院附属医院当医生。
1982年评定卫生行业技术职称。
1984年结婚，丈夫在北京工作。
1984年调到位於北京的中国人民武装警察部队总部政治部文工团工作，填写调转工作表格时将名字改为“张艾蓓”。
1986年艾蓓的丈夫赴美国留学。
1988年艾蓓赴美国探望丈夫，并留居美国。
1992年回安徽省五河县园集乡园集村探望母亲。曾给家人寄钱、写信、通电话，在《叫父亲太沉重》出版之后仍与家人联系。
2000年左右(具体时间不详)，艾蓓与哈佛大学教授杜维明结婚。
2004年艾蓓与杜维明在山东访问。2004年9月30日晚，中共山东省委常委兼宣传部长朱正昌在山东大厦鲁能厅会见杜维明及艾蓓。山东大学校长展涛、中共山东省委宣传部副部长张全新、山东省社科院院长张华、山东大学副校长王琪珑、全国政协委员（山东大学易学与中国哲学研究中心主任）刘大钧、山东省政协委员（山东大学宗教、科学与社会问题研究所所长）姜生、山东大学国际处处长刘永波等十余位同志参加了会见。会见结束后，朱正昌在山东大厦小宴会厅宴请杜维明及艾蓓等。

## 私生女事件

### 事件报道
- 1994年初，台湾女作家陈若曦在香港《星期天周刊》发表文章《周恩来的女儿——艾蓓》，介绍《叫父亲太沉重》的内容。
- 1994年2月，孔捷生在香港《争鸣》杂志三月号上撰写文章，宣传《叫父亲太沉重》。
- 1994年4月，台湾圓神出版社出版了《叫父亲太沉重》，圓神出版社发行人为台湾女作家曹又方。在台北首发式上，艾蓓不肯对台湾记者的是不是“周恩来的私生女儿”的追问作出肯定回答。
- 1994年5月22日，曹長青說，艾蓓於本月10日晚上主動打電話給他，向與她素昧平生的他「連哭帶喊近一個小時」解釋《叫父亲太沉重》只是一部小說，“我從來都沒有跟陳若曦和孔捷生談過我是周恩來的私生女”，“我從來沒在任何場合跟任何人說過我是周恩來的女兒；有人這樣說，我願和他到法庭對證”；他問艾蓓是不是向他確認她不是周恩來的女兒，艾蓓回答“我不能確認”，他再問艾蓓“那你到底是不是周恩來的女兒”，艾蓓卻拋下一句“我憑什麼回答這個問題”迴避回答[1]。
- 1994年8月，新华社发表一篇三千八百多字的报道《揭开艾蓓身世的真相》，就艾蓓的身世访问了中共中央文献研究室负责人；该负责人指出，“艾蓓是周恩来的私生女”是一个谎言。香港《文汇报》发表了社论《艾蓓的背景》，香港《大公报》发表了社论《承受者可敬可爱》。